# 윤경헌
경헌(본명: 윤경헌, 1998년 1월 6일 ~ )는 대한민국의 前 가수이다. 과거 대한민국의 아이돌 보이 그룹 위인더존의 메인보컬을 맡았었다. 그러나 2021년 2월 위인더존이 해체되면서 연예계를 떠나 일반인으로 돌아갔다.

## 학력
| 연도 | 학교             | 학과     | 비고 |
| ---- | ---------------- | -------- | ---- |
|      | 연향초등학교     |          | 졸업 |
|      | 연향중학교       |          | 졸업 |
|      | 팔마고등학교     |          | 전학 |
|      | 서울삼성고등학교 |          | 졸업 |
|      |                  | 실용음악 | 중퇴 |